# Carpenter (kráter)

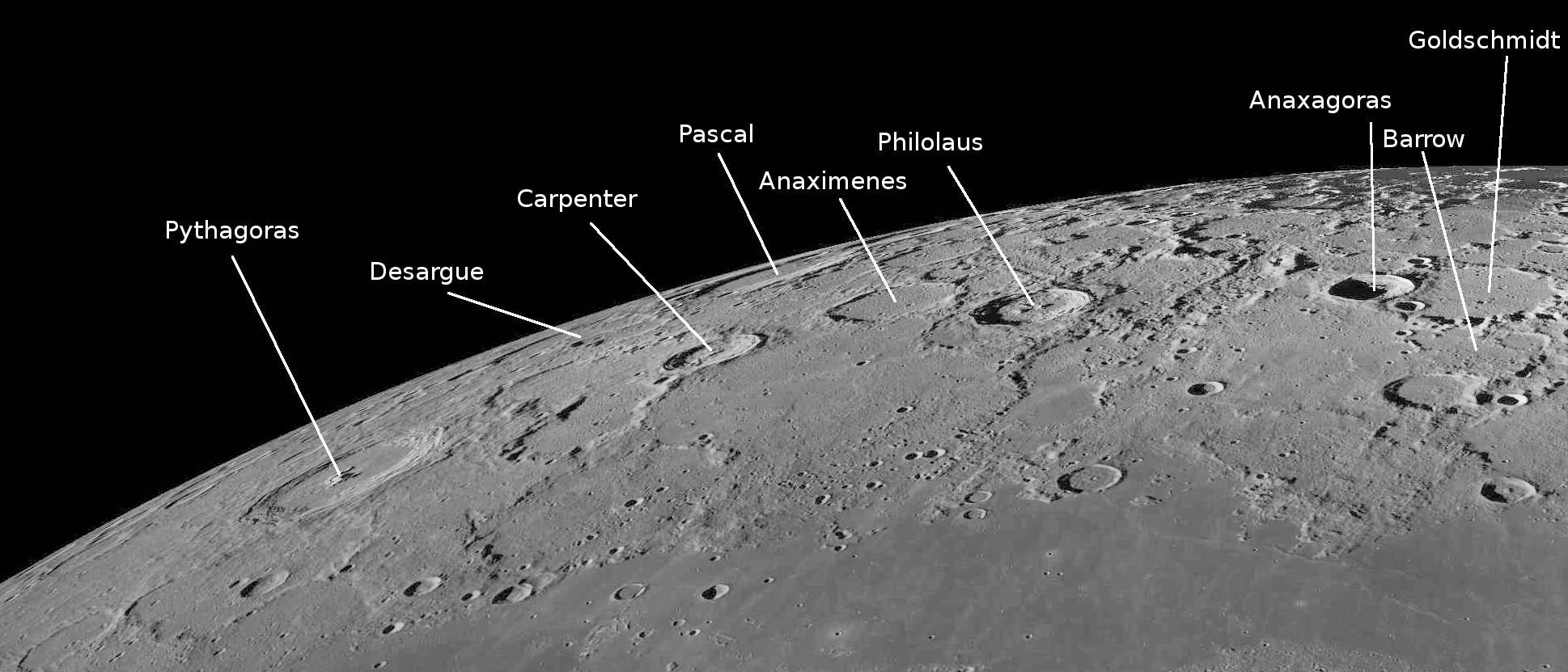
Poloha kráteru Carpenter na snímku severozápadní části přivrácené strany.

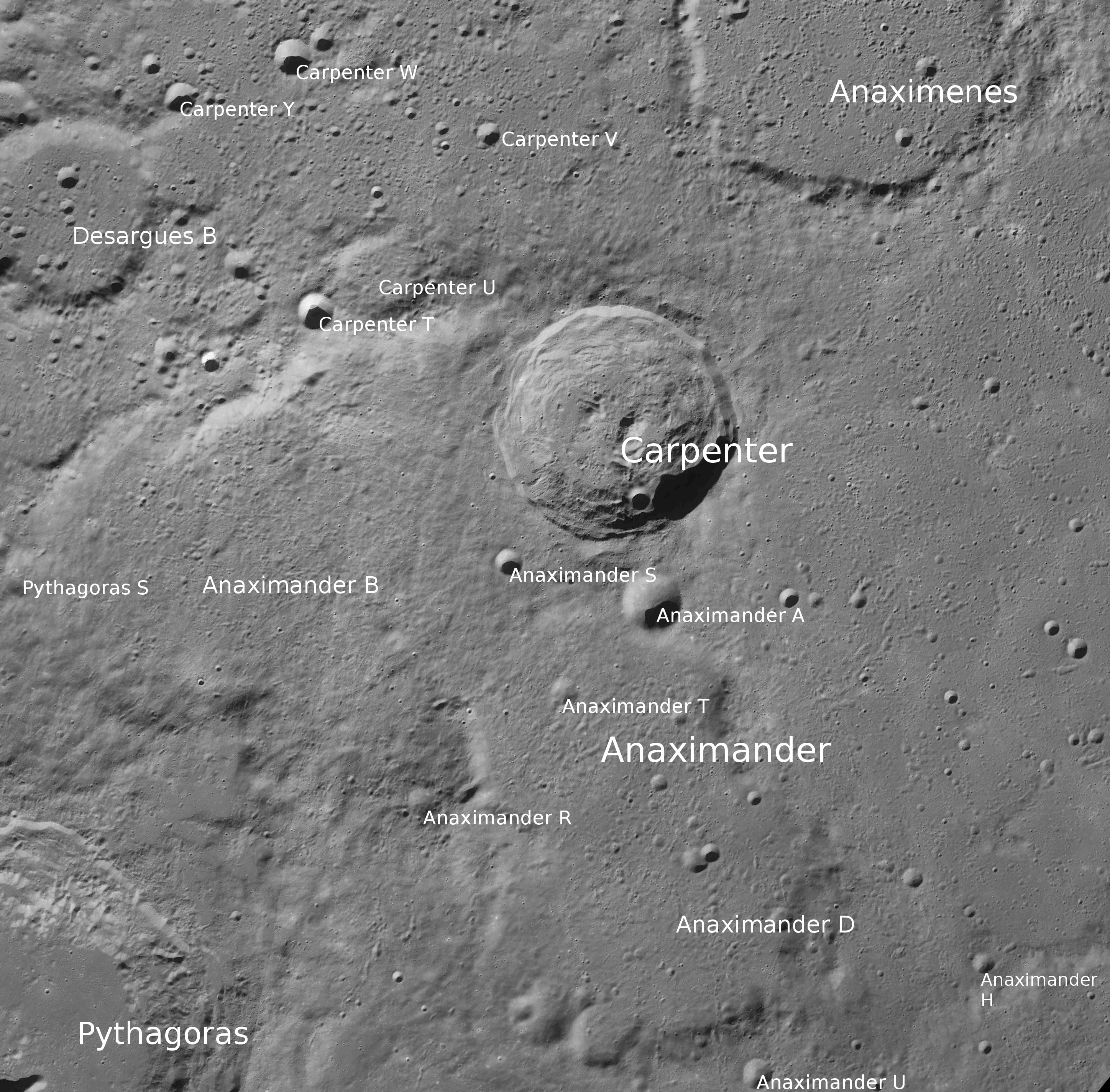
Poloha kráteru Carpenter.

Carpenter je impaktní kráter nacházející se u severozápadního okraje přivrácené strany Měsíce. Ze Země je díky tomu pozorovatelný zkresleně. Jedná se o mladší kráter nežli jsou okolní krátery. Má částečné terasovité okrajové valy a na jeho dně se nachází netypická formace dvou středových vrcholků, které jsou od sebe poněkud vzdáleny.
Carpenter má průměr 60 km. Jižně leží kráter Anaximander a severovýchodně pak kráter Anaximenes.

## Název
Pojmenován byl na počest anglického astronoma Jamese Carpentera a také Edwina Francise Carpentera, amerického astronoma.

## Satelitní krátery
V okolí kráteru se nachází několik dalších kráterů. Ty byly označeny podle zavedených zvyklostí jménem hlavního kráteru a velkým písmenem abecedy.
| Carpenter | Sel. šířka | Sel. délka | Průměr |
| --------- | ---------- | ---------- | ------ |
| T         | 70.2° S    | 58.3° Z    | 9 km   |
| U         | 70.6° S    | 57.0° Z    | 26 km  |
| V         | 71.8° S    | 54.1° Z    | 6 km   |
| W         | 72.3° S    | 59.8° Z    | 10 km  |
| Y         | 71.9° S    | 62.7° Z    | 9 km   |